# Объединённые патриоты
Объединённые патриоты (болг. Обединени патриоти; сокращённо ОП) — националистическая политическая коалиция в Болгарии, включает в себя правые партии ВМРО — Болгарское национальное движение (ВМРО), Национальный фронт спасения Болгарии (НФСБ) и (до 25 июля 2019 г.) Атакa.

## История
Коалиция была создана для выдвижения единого кандидата от трех партий на президентских выборах 2016 года. 28 июля 2016 года инициативный комитет выдвинул кандидатом в президенты Карачанава из ВМРО-БНД, а в вице-президента — Явора Нотева из Атака. Получила поддержку из Патриотического фронта (НФСБ и ВМРО) и Атака. Он 30 сентября 2016 года они регистрируются в ЦИК как Объединенные патриоты - НФСБ, Атака и ВМРО. Народный союз, который имеет 5 депутатов также обеспечивает поддержку Каракачанову.
25 июля 2019 года Волен Сидеров, Десислав Чуколов и Павел Шопов выключены из депутатской фракции.

## Позиции
Основными приоритетами коалиции являются: социальная рыночная экономика, контроль иммигрантского вторжения, независимость внешней политики, борьба с монополиями, безопасность, производство, образование и духовность. Партия выступает за выход из НАТО и за восстановление дружественных отношений с Российской Федерацией.

## Официальные участники
- Национальный фронт спасения Болгарии (НФСБ), лидер Валери Симеонов ,
- Атакa (партия выключена 25 июля 2019 г.), лидер Волен Сидеров
- ВМРО — Болгарское национальное движение (ВМРО-БНД), лидер Красимир Каракачанов
- Средний европейский класс (СЕК), лидер Георги Манев
- Союз патриотических сил Защита, лидер Николай Захариев

Объединенные патриоты получает поддержку этих партий и организаций:
- Национальное движение БГ патриот, лидер Петар Харалампиев
- Национальная ассоциация альтернативного хозяина За честь эполета, лидер Петар Илиев
- Народный союз

## Участие в выборах
Первыми выборами, в которых участвовала коалиция, стали президентские выборы в 2016 году, где выдвинутый ей кандидат получил 14,97 процента или 573 016 голосов, что позволило ему занять третье место. Во втором туре коалиция отказалась поддерживать как Румена Радева, так и Цецку Цачеву. На досрочных парламентских выборах в 2017 году коалиции также удалось занять третье место по числу поданных голосов и полученных мест в парламенте.
| Год  | Выборах           | Голосов | %     | Место                 |
| ---- | ----------------- | ------- | ----- | --------------------- |
| 2016 | Президентские     | 573 016 | 14.97 | 3 место в первом туре |
| 2017 | Народное собрание | 318 513 | 9.07  | 3 место               |